# Riksväg 4, Norge
Riksväg 4 (norska: Riksvei 4) är en riksväg i Norge som går mellan huvudstaden Oslo och Europaväg 6 vid Mjøsbron i Gjøviks kommun, Innlandet fylke. Den passerar genom kommunerna Oslo, Nittedal, Lunner, Gran, Vestre Toten och Gjøvik.
Vägen är 160,3 kilometer lång, varav 18,4 kilometer i Oslo fylke, 50,7 kilometer i Akershus fylke och 91,1 kilometer i Innlandet fylke. Den är asfalterad och passerar bland annat genom tätorterna Rotnes, Roa, Brandbu/Jaren, Raufoss och Gjøvik.
Vägen ansluter till:
- Riksväg 150 (vid Oslo)
- Fylkesväg 22 (vid Gjelleråsen)
- Europaväg 16 (vid Tveitmarka)
- Europaväg 16 (vid Roa)
- Fylkesväg 34 (vid Jaren)
- Fylkesväg 180 (vid Lygna)
- Fylkesväg 244 (vid Mjørlund)
- Fylkesväg 246 (vid Reinsvoll)
- Fylkesväg 33 (vid Gjøvik)
- Fylkesväg 249 (vid Redalen)
- Europaväg 6 (vid Mjøsbron)

## Bilder

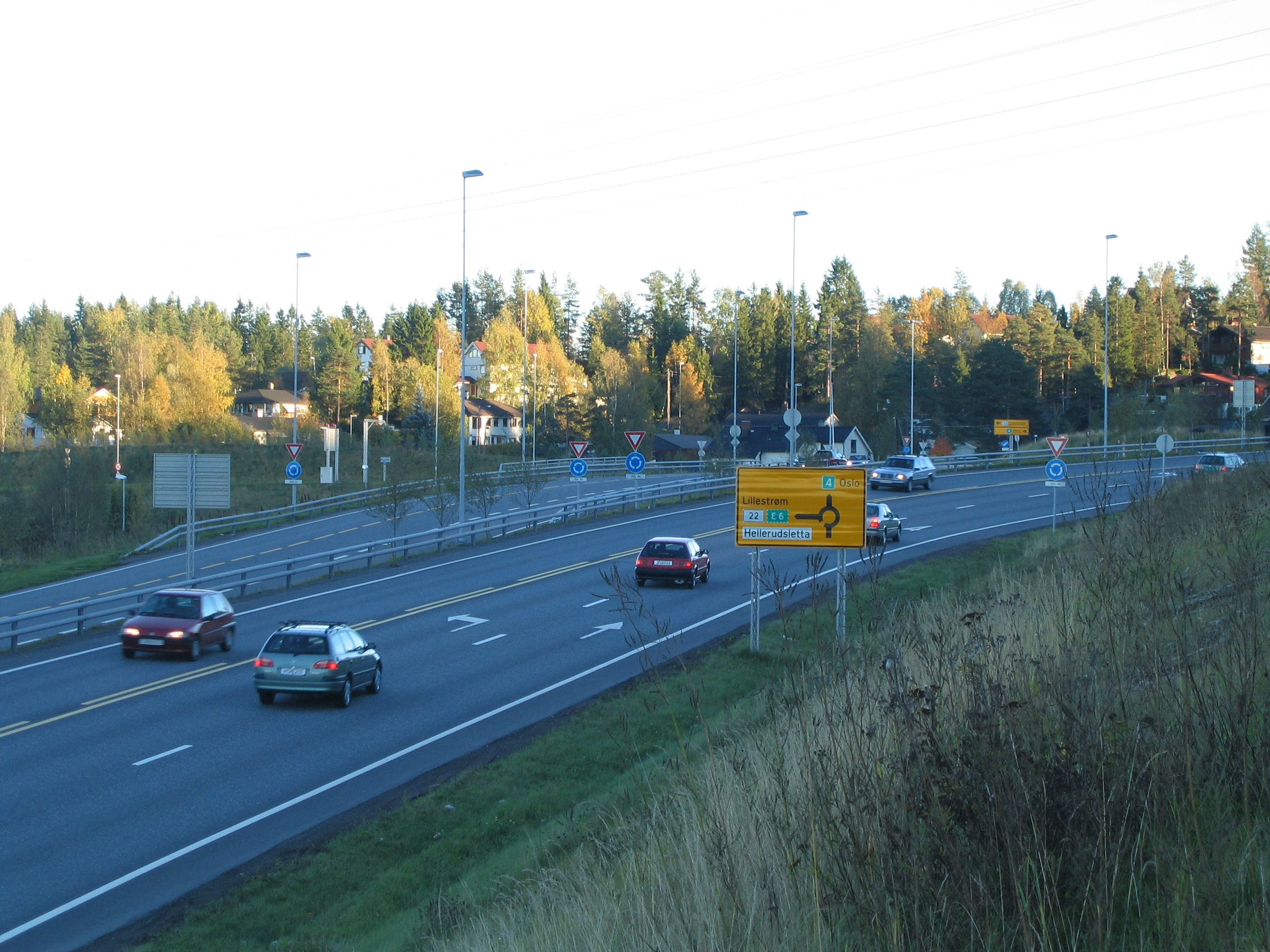
Vägskälet där riksväg 4 möter fylkesväg 22 vid Gjelleråsen.
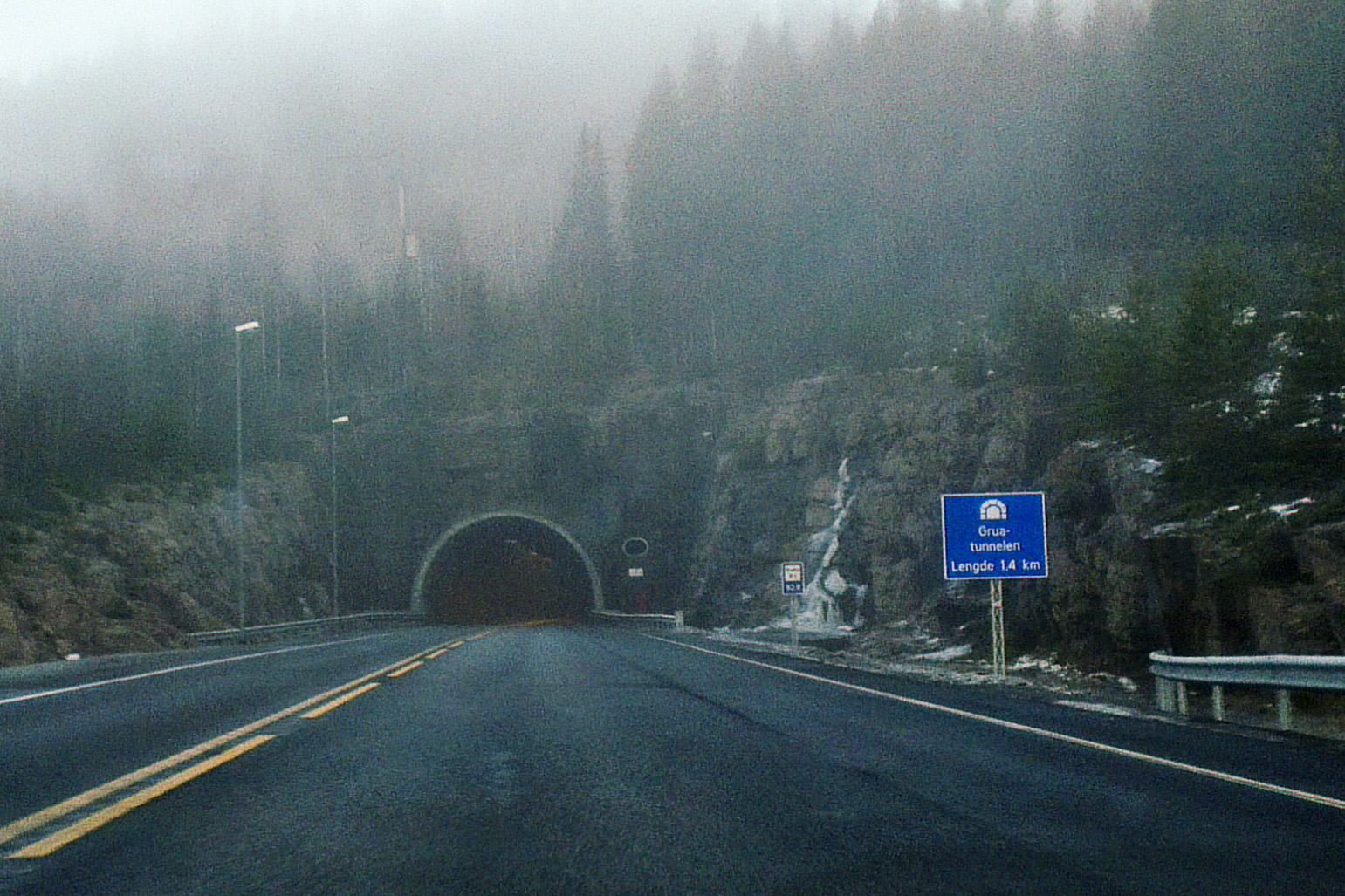
Riksväg 4 vid Gruatunneln.
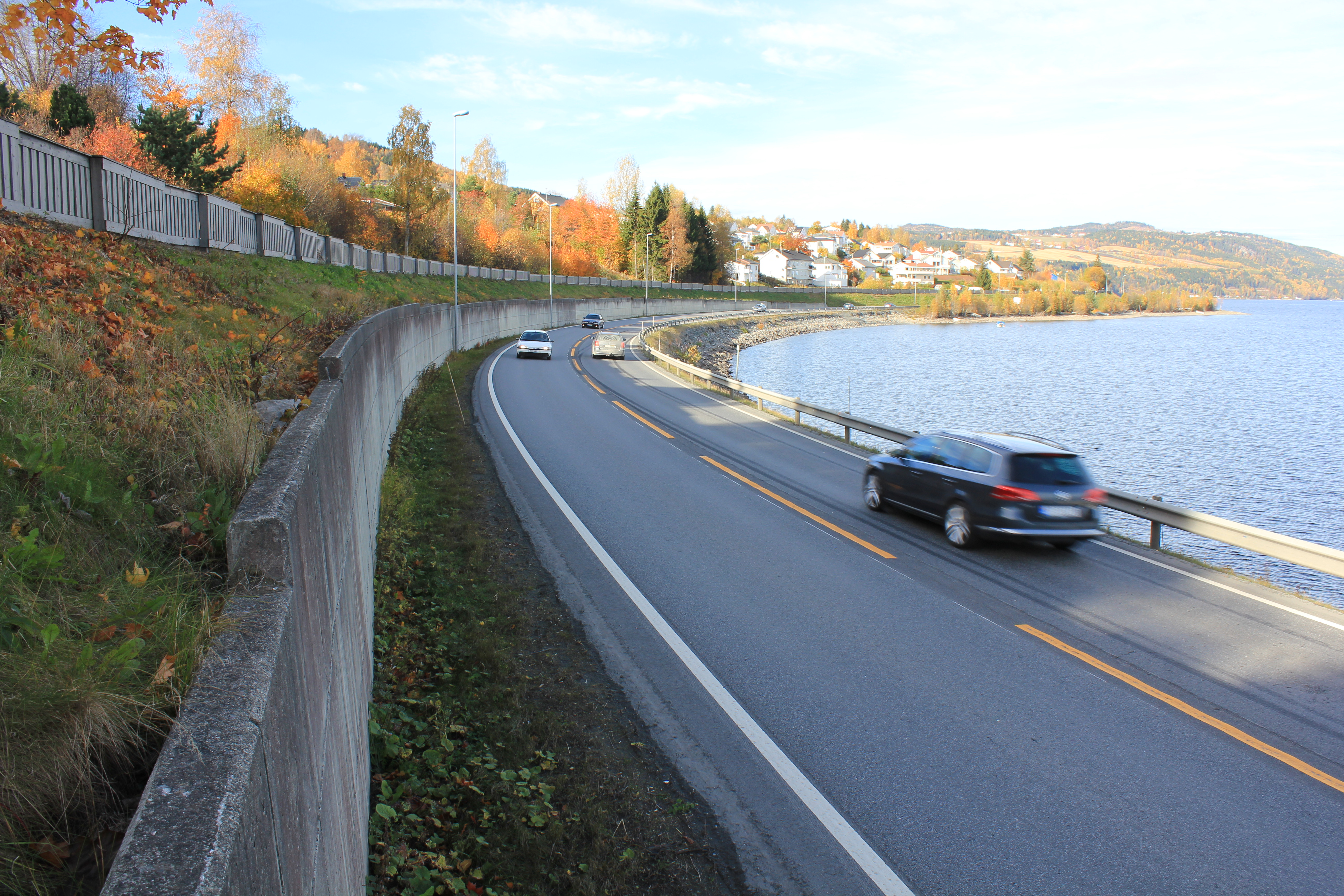
Riksväg 4 i Gjøvik.